# NGC 3798
NGC 3798 é uma galáxia lenticular (SB0) localizada na direcção da constelação de Leo. Possui uma declinação de +24° 41' 49" e uma ascensão recta de 11 horas, 40 minutos e 13,9 segundos.
A galáxia NGC 3798 foi descoberta em 6 de Abril de 1785 por William Herschel.